# Lamasón
Lamasón és un municipi de la Comunitat Autònoma de Cantàbria situat en la comarca de la Vall del Nansa. Limita al nord amb Herrerías i Astúries, a l'est amb Rionansa, al sud amb Cabezón de Liébana i a l'oest amb Peñarrubia i Cillorigo de Liébana.
A Venta del Fresnedo, entitat de població de Lamasón, s'hi troba la Cueva de los Marranos, que l'any 2000 va ser declarada "Bien de Interés Cultural" pel govern d'Espanya.

## Localitats
- Burió, 22 hab.
- Cires, 40 hab.
- Lafuente/La Juente, 33 hab.
- Los Pumares, 47 hab.
- Quintanilla, 89 hab.
- Río/Ríu, 27 hab.
- Sobrelapeña (Capital), 47 hab.
- Venta Fresnedo/La Venta Fresnéu o La Venta, 21 hab. en poblament disseminat.

## Demografia
| 1900 | 1910 | 1920  | 1930 | 1940 | 1950 | 1960 | 1970 | 1980 | 1990 | 2000 | 2007 |
| ---- | ---- | ----- | ---- | ---- | ---- | ---- | ---- | ---- | ---- | ---- | ---- |
| 894  | 960  | 1.004 | 909  | 952  | 964  | 865  | 659  | 516  | 486  | 393  | 322  |

Font: INE

## Administració
| Eleccions municipals, 25 de maig de 2003 |      |        |          |
| Partit                                   | Vots | %      | Regidors |
| PRC                                      | 147  | 56,11% | 4        |
| PP                                       | 70   | 26,72% | 2        |
| PSOE                                     | 43   | 16,41% | 1        |

| Eleccions municipals, 27 de maig de 2007 |      |        |          |
| Partit                                   | Vots | %      | Regidors |
| PP                                       | 136  | 48,23% | 3        |
| PRC                                      | 108  | 38,30% | 3        |
| PSOE                                     | 38   | 13,48% | 1        |